# Irun
Irún ( baskovsko Irun ) je špansko mesto v Baskiji z 62.920 prebivalci (2023), v provinci Gipuzkoa.
Je eno največjih mest v Baskiji. Ker leži neposredno ob francoski meji, je pomembno trgovsko in logistično središče. Mestna reka je Bidasoa (v francoščini: Bidassoa) leži na levem bregu mejne reke, nasproti nje na desnem bregu leži francosko obmejno mesto Hendaye. Mesto ima napredno železniško infrastrukturo, saj izpolnjuje standardne tirne vlake 1435 mm francoskega SNCF in 1668 mm španskega RENFE. Skozi obe obmejni mesti potekajo evropske avtoceste E5, E70 in E80, sem pa pride francoska avtocesta A63 (Autoroute de la Côte Basque), ki se nadaljuje na špansko avtocesto AP-8.

## Znamenitosti
Otok fazanov na reki Bidasoa spada v upravno območje Irún (v francoščini: Île des Pheasants, v španščini: Isla de los Faisanes), tukaj podpisan leta 1659. 7. novembra Pirenejska mirovna pogodba. Mestna stavba velikega zgodovinskega pomena je palača Arbelaiz.